# Llinda de Can Masdevall
La Llinda de Can Masdevall és una obra de Santa Pau (Garrotxa) inclosa a l'Inventari del Patrimoni Arquitectònic de Catalunya.

## Descripció
Can Masdevall, com diu la gent del país, és una casa antiga, de planta rectangular que ha perdut la fesomia de la seva primitiva fàbrica. Avui conserva, que sigui interessant, la llinda de la porta principal: «AVE [†] MARIA/ FRANCISCO MASDEVALL/1786».

## Història
Cap notícia històrica s'ha conservat documentalment sobre Santa Llúcia però, és molt possible que fos aixecada arran del camí prehistòric -i després grecoromà- que anava d'Emporium a la Vall d'en Bas. Com a curiositat: les grans quantitats de nummulits que es troben a aquests terrenys, han donat peu a que la gent de les rodalies parli de "dinerets de Santa Pau" o "Ulls de Santa Llúcia" quan es refereixen a aquests fòssils.